# Корпоративный портал
Корпоративный портал (англ. Enterprise portal) — это, в общем случае, веб-интерфейс для доступа сотрудника к корпоративным данным и приложениям. Часто корпоративный портал воспринимается, как синоним интранета. Альтернативная точка зрения состоит в том, что корпоративный портал — это лишь видимая для пользователя часть интернета.
С развитием веб-технологий назначение и возможности корпоративных порталов претерпели ряд изменений. Ниже приведены основные группы функциональных возможностей корпоративных порталов, которые появились в ходе этого развития.

## Внутренний сайт
Первоначальным назначением корпоративных порталов являются функции внутреннего сайта организации:
- публикация новостей и других материалов для сотрудников
- создание базы файлов и документов
- форум для внутреннего общения

Многие программные продукты для создания внутренних порталов до сих пор ограничиваются данным функционалом. Основным отличием таких порталов от публичных сайтов является система управления правами доступа, которая обеспечивает безопасность коммерческой информации.

## Система для совместной работы
Следующим этапом в развитии корпоративных порталов стало появление в их составе инструментов для совместной работы. Как правило, современные корпоративные порталы позволяют создавать виртуальные рабочие пространства для отдельных проектов или подразделений организации. В таком рабочем пространстве сотрудники могут использовать такие инструменты, как:
- групповой календарь
- хранилище документов с контролем версий
- система управления задачами
- Вики-система

## Платформа для интеграции
И, наконец, последней стадией эволюции корпоративных порталов стала их роль в качестве инструмента интеграции корпоративных данных и приложений. Целью этой интеграции является предоставление пользователю единой точки доступа к информационной инфраструктуре организации. Преимуществом данной модели являются:
- возможность работы с несколькими корпоративными приложениями (например, с почтой, CRM, ERP) в одном интерфейсе
- персонализация этого интерфейса для каждого отдельного пользователя
- сквозная система аутентификации пользователей
- возможность использования данных, хранящихся в различных хранилищах в сети компании.

Для интеграции с другими корпоративными приложениями, порталы используют портлеты (основанные на Java технологиях) или виджеты (основанные на технологиях HTML, JavaScript).

## Технические решения
Наиболее популярными техническими решения для создания корпоративного портала в России являются:
- SharePoint
- Битрикс24
- Jive

Большинство крупных корпораций предпочитают использовать связку SharePoint / Windows / Outlook при создании полноценной рабочей среды с упрощенной интеграцией каналов коммуникаций для сотрудников. Гораздо реже встречаются другие целевые платформы для создания корпоративного портала, совсем редко используются самописные "движки", которые не рассчитаны на большое количество пользователей.